# پروژه سولوس
سیستم عامل سولوس (به انگلیسی:solus) توزیعی مستقل بر پایه لینوکس است که از محیط بوجی (به انگلیسی:Budgie) استفاده می‌کند و فرمت بسته هاeopkg. است.
شعار این سیستم عامل("امروز نصب کن، برای همیشه به روز کن")است.

## تاریخچه
در ابتدا solus با نام "SolusOS" در سال ۲۰۱۱ شروع به کار کرد و براساس دبیان ساخته شد نسخه‌های بعدی Solus از ابتدا با تمرکز بر قابلیت استفاده رومیزی و بهینه‌سازی ساخته شد.

### SolusOS 1.0
SolusOs 1.0 در سال ۲۰۱۲، با اسم رمز Eveline منتشر شد. در اصل این خصوصیت از دسکتاپ گنوم ۲ و همراه با مجموعه‌ای از افزونه‌ها و برنامه‌های پیشفرض چندرسانه‌ای برای کارهای روزمره می‌آمد.

### SolusOS 1.1
نسخه ۱٫۱ در تاریخ ۱ ژوئن ۲۰۱۲ منتشر شد و هسته سفارشی به روز شده و همچنین همراه نسخه‌های جدیدی از نرم‌افزارها برای برنامه‌های کاربردی.

### SolusOS 1.2
SolusOS 1.2 در ۱۷ اوت ۲.۱۲ منتشر شد و نسخه غیر PAE (نشانی فرمت غیر فیزیکی) برای کامپیوترهای قدیمی تر با حافظه دسترسی تصادفی کمتر معرفی کرد.

### SolusOS 2
برنامه‌ریزی صورت گرفته برای نسخه بعدی solus os2، استفاده از محیط دسکتاپ گنوم ۳٫۱۰ به‌عنوان محیط پیشفرض بود. قبلاً گزارش شده بود که نسخه آلفا ۷ از solusos 2 همراه GNOME Flashback معرفی می‌شود. رفتاری شبیه گنوم ۲، بنابراین انتقال راحت به کامپیوتر جدید را برای کاربران موجود ممکن ساخت.solus os2 به‌عنوان LTS(پشتیبانی طولانی مدت) منتشر شد.
```
SolusOs در سال ۲۰۱۳ از بین رفت.
```

### Solus
در سال ۲٫۱۴ نام پروژه SolusOs با توجه به مسایل علامت تجاری به Solus تغییر کرد.Solus 1.0 در تاریخ ۲۷ دسامبر ۲۰۱۵ منتشر شد.

## ویژگی‌ها و نرم‌افزارها
solus همراه برنامه‌های پیشفرض در محدوده عریض که شامل برنامه‌های LibreOffice Suite, Firefox, Thunderbird, Transmission and VLC. هست، توزیع شد. نرم‌افزار اضافی که به طور پیش فرض نصب نشدند را می‌توان با استفاده از software center دریافت کرد. تراشه‌های بی‌سیم و مودم از طریق بسته‌های سیستم عامل غیر آزاد پشتیبانی می‌شود.
نرم‌افزارهای توسعه یافته solus:
- محیط Budgie desktop
- eopkg شاخه‌ای که براساس pisi که نصب می‌شود (PiSi: Packages Installed Successfully as) Intended
- ypkg
- ابزاری برای تبدیل فرایند ساخت به عملیات بسته‌بندی
- Software Center